# Isuzu VehiCROSS
Isuzu VehiCROSS (яп. いすゞ ビークロス) — компактный рамный внедорожник компании Isuzu. Автомобиль получил своё название от слов Vehicle — средство передвижения, Vision — видение, проницательность, Cross — пересечение, переезжать: то есть средство передвижения будущего для эксплуатации как на дорогах, так и вне их, как ежедневно, так и по случаю.

## Концепт
Дизайн автомобиля был спроектирован группой в брюссельском офисе компании Isuzu под руководством Сатоми Мураямы. В состав группы также входили Саймон Кокс (англ. Simon Cox) (известный как дизайнер интерьера Lotus Elan), Дзёдзи Янака, Эндрю Хилл (англ. Andrew Hill) и Ник Робинсон (англ. Nick Robinson). Общее руководство проектом осуществлял Широ Накамура (яп. 中村史郎), бывший на то время главой подразделения дизайна Isuzu (в настоящее время возглавляет подразделение дизайна Nissan). Концепт был построен на лёгкосплавном шасси с широким использованием композитных материалов (карбоновые решётка радиатора, вставка в капот, пол, бензобак) . На переднюю и заднюю двурычажные подвески были установлены сдвоенные амортизаторы.
В качестве оригинального конструкторского решения следует отметить спрятанную в заднюю дверь изнутри «докатку» (уменьшенное запасное колесо). Характерной чертой модели также являются накладка на капоте для снижения отражения света в глаза водителю и неокрашенная «юбка» из сверхпрочного пластика, защищающая кузов от сколов.
Решения, которые не дошли до серийной модели:
- капот, открывающийся вперёд;
- раздельная задняя дверь, у которой стекло поднималось вверх, а основная часть с запасным колесом в сторону;
- приборная панель мотоциклетного типа над рулевым колесом;
- спутниковая навигационная система Sony, выдвигающаяся вертикально вверх из приборной панели;

Результат работы дизайнерского коллектива впервые был представлен на 30-м Токийском автосалоне в 1993 году.

## От концепта к реальности
Большой интерес публики к концепту побудил компанию к реализации его на практике. От концепта были сохранены общие черты дизайна, но начинка полностью изменилась.
В качестве базы был взят Isuzu Mu, а часть агрегатов была заимствована из Isuzu Bighorn. Автомобиль получил новое поколение бензинового двигателя 6VD1 объёмом 3.2 литра, 4-ступенчатую автоматическую коробку 4L30E, раздаточную коробку Torque-On-Demand (TOD), в задний мост штатно устанавливался дифференциал повышенного трения. Подвеска была почти полностью заимствована с Isuzu Bighorn: спереди это независимая подвеска с двумя А-образными рычагами и стабилизатором поперечной устойчивости, а сзади —  пружинная подвеска на трёх продольных рычагах с тягой Панара. В отличие от Isuzu Bighorn, на VehiCROSS впервые в истории серийных автомобилей были установлены спортивные амортизаторы Kayaba с дополнительными камерами для расширения газа. В салоне были установлены сидения Recaro Trend и спортивный руль Momo. Isuzu VehiCROSS для японского рынка получил магнитолу Clarion ADDZEST размера 2-DIN, в заднюю дверь для компенсации ограниченной видимости была установлена камера заднего вида со шторкой, предотвращающей загрязнение камеры.

## Рынок Японии
В продажу первые автомобили попали в марте 1997 года.
Машина выпускалась в 5 базовых цветах, но потребителю также предоставлялся выбор из дополнительных 20 цветов под заказ.
В качестве опций потребителю предлагались:
- крепёж противотуманных фар
- противотуманные фары Bosch
- дефлекторы на окна
- серебристые накладки на зеркала заднего вида
- дополнительные декоративные наклейки на задние крылья
- брызговики
- накладка на пороги
- коврики салона и багажника
- накладки на педали
- плёнка для защиты от ультрафиолета и тонировка на стёкла
- 6-дисковый CD-ченджер
- навигационная система
- система сбора информации о дорожной обстановке
- телевизионная антенна
- ящик для аудио-видео аппаратуры в багажник
- пульт дистанционного открывания дверей
- багажник на рейлинги
- корзина багажника

В 1999 году была выпущена ограниченная серия из 175 автомобилей (по официальной информации они нумеровались с 1 до 175, по неофициальной — с 0 до 174), завершившая эру продаж VehiCROSS на рынке Японии. Ограниченная версия отличалась от стандартной кожаным салоном, чёрно-красным пластиком дверей, номерной табличкой и аналогичным брелоком, хромированными дисками, полированной насадкой увеличенного диаметра на выхлопной трубе, металлическими «клыками» на решётке радиатора, объёмными надписями VehiCROSS на борту и Isuzu на задней двери. Кроме того, в стандартной поставке предоставлялся выбор из 25 цветов.
По некоторым оценкам, всего было выпущено 1853 автомобиля.

## Рынок США
В январе 1999 году VehiCROSS появился на рынке США.
Автомобиль был адаптирован под требования американского рынка и был основан на ограниченной версии для японского рынка. Помимо переноса рулевого управления на левую сторону, был сделан ряд изменений как с точки зрения дизайна, так и функциональности, безопасности и экологичности автомобиля, а именно:
- были убраны круглые поворотники и появились продолговатые габариты на передних крыльях
- было убрано парковочное зеркало заднего вида с крыла
- была изменена головная оптика
- машина лишилась 2-DIN магнитолы и камеры заднего вида, но при этом получила штатную музыкальную систему Fujitsu Ten из магнитолы и 6-дискового CD-ченджера
- из зеркал заднего вида был убран электрический привод механизма складывания
- климат-контроль был заменён кондиционером
- руль Momo был заменён на руль Isuzu, что позволило увеличить объём водительской подушки безопасности с 55 до 70 литров
- салон стал только кожаным
- задние сидения получили подголовники
- для передних пассажиров появилась возможность регулировки высоты ремня безопасности
- система выхлопа получила два катализатора и контроль их эффективности
- появился круиз-контроль
- объём двигателя был увеличен до 3.5 литра за счёт увеличения рабочего хода поршня. Новый двигатель получил название 6VE1.
- из раздаточной коробки был исключён режим заднего привода
- было изменено соотношение передаточного числа главных пар с 1:4.56 до 1:4.30
- была увеличена жёсткость амортизаторов
- был добавлен электрический вентилятор охлаждения

Кроме того, вскоре после начала производства, был заменён подлокотник на более высокий.
В качестве опций владельцы могли заказать:
- сигнализацию
- багажник на рейлинги
- защиту передней части автомобиля из кожзаменителя от гравия
- коврики салона и багажника
- сетку багажника
- пульт дистанционного управления дверью гаража

Автомобиль был представлен тремя штатными цветами: серебристый, чёрный и белый.
Кроме того, была выпущена модификация Ironman, которая отличалась нанесёнными на накладку капота, задние крылья и заднюю дверь, сидения и коврики логотипа традиционных соревнований по многоборью Ironman, окраской в белый цвет, багажником на рейлингах и музыкальной системой Sony Xplod (только в 2000 году).
В 2000 году был внесён ещё ряд изменений в конструкцию: кондиционер был заменён климат-контролем (имеющим дополнительную функцию обдува «вверх и в ноги» по сравнению применённым на рынке Японии), диаметр дисков был увеличен с 16" до 18". В цветовой гамме также произошли изменения: серебристый цвет был заменён более тёмным, были добавлены жёлтый, бордовый и тёмно-зелёный. В интерьере тоже произошло изменение цветовой гаммы: все новые цвета получили серо-чёрный салон, часть автомобилей серебристого и чёрного цвета также начали производиться с серо-чёрным салоном.
Производство автомобилей было прекращено в начале января 2001 года, когда были собраны последние 12 моделей. Не последнюю роль в прекращении производства сыграли новые требования по безопасности автомобилей, установленные в Калифорнии, к которым адаптировать VehiCROSS было слишком затратно.
По некоторым оценкам, всего было выпущено 4287 автомобилей. Согласно официальной информации в США было продано 4166 автомобилей.

## В кино
Автомобили Isuzu VehiCROSS снимались в телесериале «Мутанты Икс» в качестве штатных машин агентов «Генома Икс». Также концепт VX-O2 был снят в фильме «Миссия на Марс»

## Прочие разработки
На базе VehiCROSS было построено ещё два концепта автомобилей, первый из которых был впервые представлен на 33-м Токийском автосалоне в 1999 году — внедорожный родстер VX-O2, а второй — в Лос-Анджелесе в 2000 году — 5-дверная версия VX-4.